# Washitsu

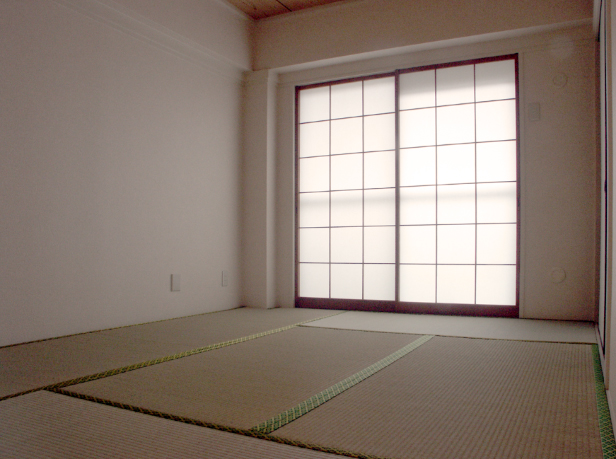
Este washitsu tiene tatami y shoji.

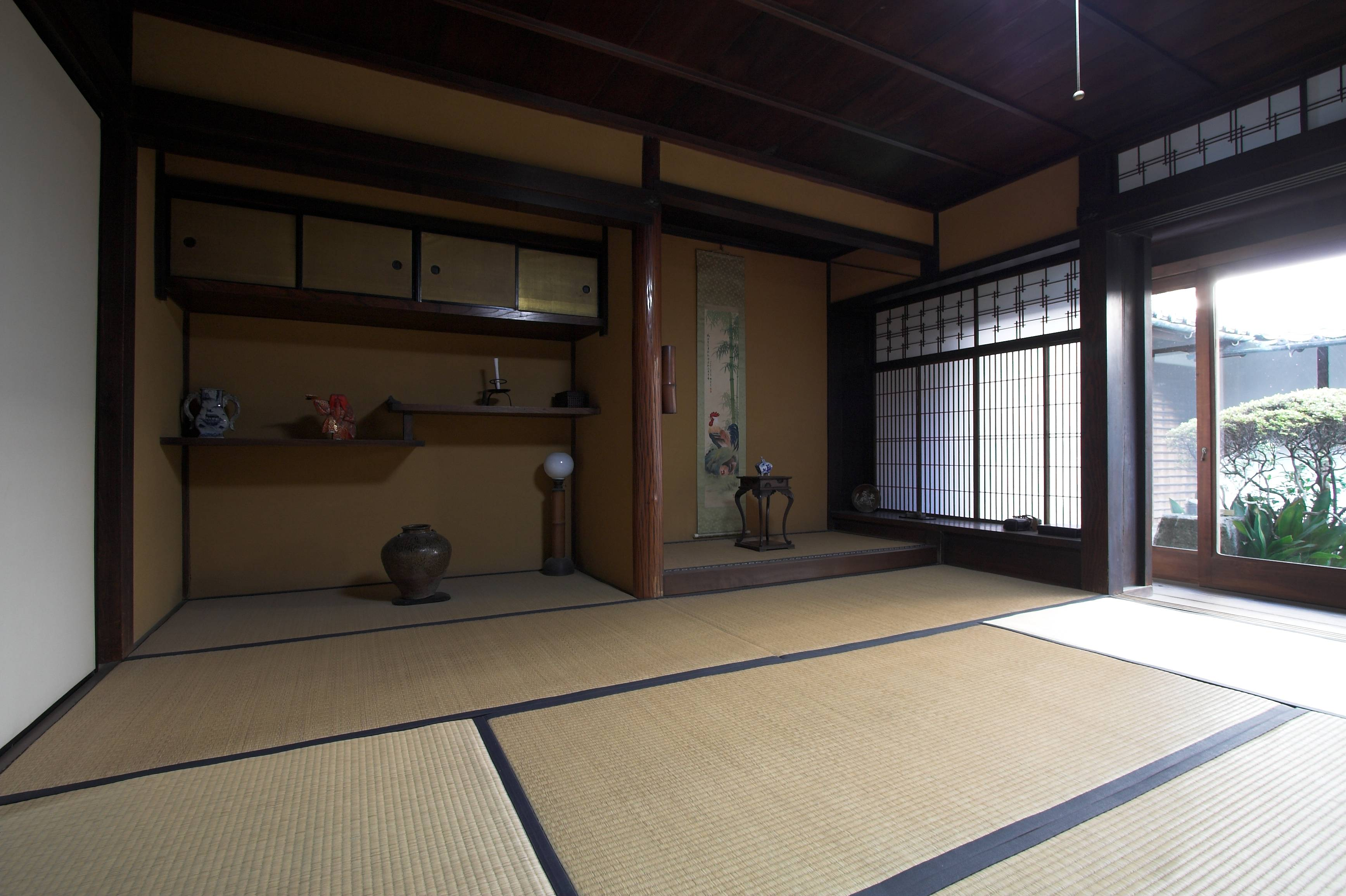
Un washitsu tradicional.

Un washitsu (和室?), o cuarto estilo japonés es un cuarto tradicional con pisos tatami, shōji, y tokonoma. Usualmente tiene puertas fusuma, que se deslizan en lugar de abrirse como puertas con bisagras.
En el pasado, todos los cuartos japoneses eran washitsu, y los japoneses solían dormir en futones encima de los pisos tatami. Hoy en día, muchas casas japonesas sólo tienen un washitsu que se usa para recibir visitas, y los otros cuartos son estilo occidental. Muchas nuevas construcciones de apartamentos no tienen ni un washitsu, en su lugar tienen pisos de linóleo o madera.
El tamaño del washitsu se mide según el número de tatamis, usando el contador japonés jō (畳). Los tamaños típicos son seis u ocho tatamis en una casa privada. También existen medios tamaños, como sería el caso en un cuarto con cuatro tatamis y medio.
Los muebles en el washitsu pueden incluir una mesa baja, donde la familia puede cenar o recibir visitas, sentados sobre un cojín llamado zabutón o una silla baja hecha para uso sobre el piso tatami. Un kotatsu es un tipo de mesa baja que contiene un calentador que se usa en el invierno. Este elemento es importante, ya que la mayoría de las casas japonesas no tienen calefacciones centrales.